# Moritz Daffinger
Moritz Michael Daffinger (25. ledna 1790, Lichtental – 21. srpna 1849, Vídeň) byl rakouský malíř-portrétista a miniaturista období biedermeieru.

## Život a tvorba

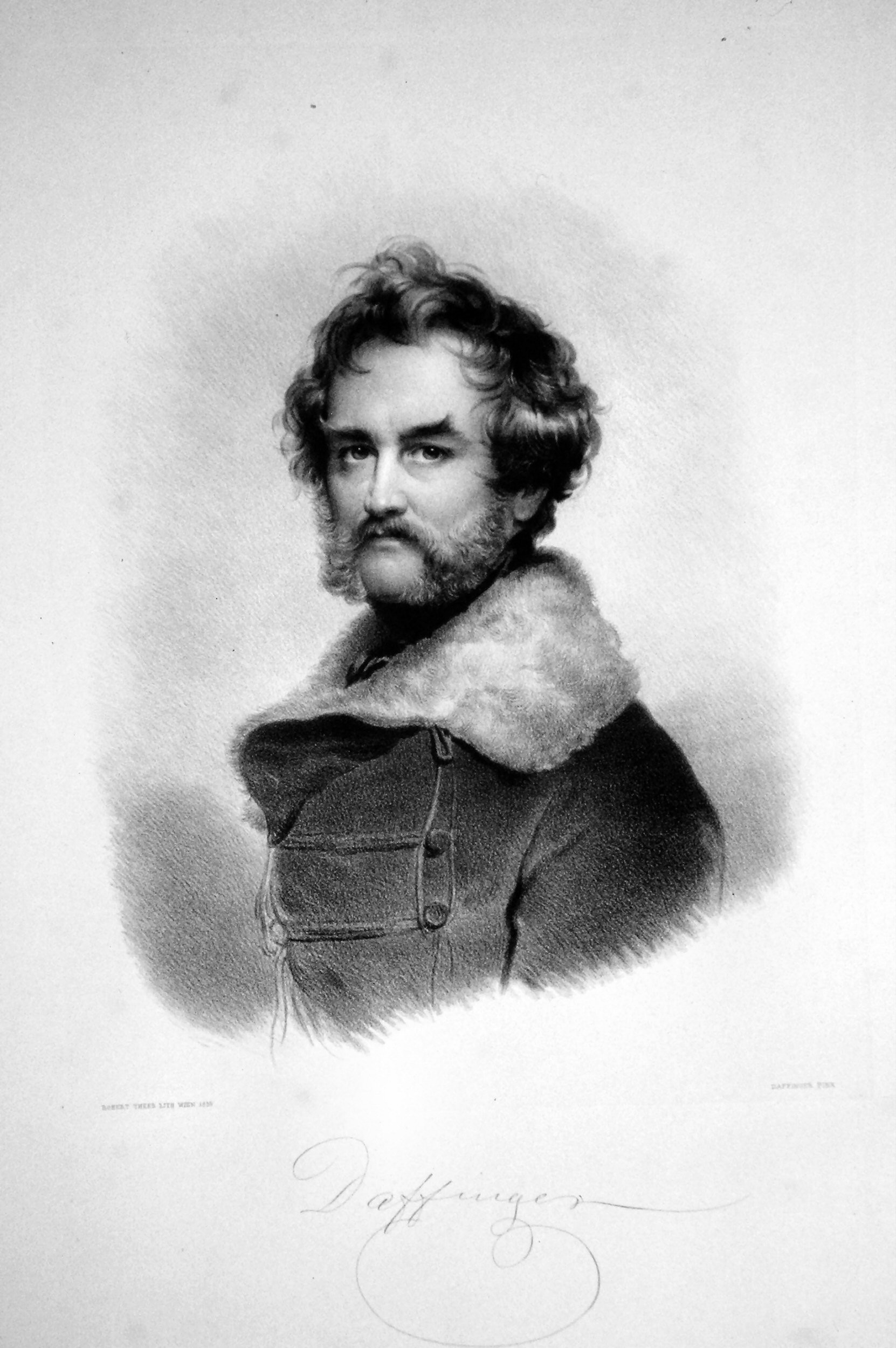
Moritz Daffinger, litografie Robert Theer, 1856

Narodil se v Lichtentalu na předměstí Vídně jako syn malíře porcelánu Johanna Leopolda Daffingera. Malířství vystudoval na vídeňské akademii u jejího ředitele Friedricha Heinricha Fügera a byl vyznamenán cenou Akademie za kresby. V době okupace Vídně francouzským napoleonským vojskem roku 1809 portrétoval několik francouzských vojáků. Do roku 1812 pracoval jako miniaturista, zejména malíř květinového dekoru, pro vídeňskou manufakturu porcelánu, která tehdy sídlila blízko jeho bydliště v Rossau. Roku 1827 se oženil s Marií Terezií Kateřinou Smolenicovou ze Smolku (1808–1880), dcerou slovenského velkoobchodníka z Komárna, který vedl filiálky svých obchodů s vlnou také v Trnavě a v Budapešti a byl za své zásluhy císařem povýšen do stavu rakouských svobodných pánů. Brzy se proslavil jako portrétista rakouské, polské, české i uherské šlechtické společnosti. Jeho romantický styl byl ovlivněn anglickým portrétistou Thomasem Lawrencem, kterého poznal roku 1815 při práci na portrétech účastníků Vídeňského kongresu. Vytvořil více než 1000 miniaturních portrétů, především technikou kvaše a akvarelu na slonovině. 365 z nich je zdokumentováno při prodeji v aukcích. Po smrti své jediné dcery Matildy (1821–1841) se přibližně od roku 1841 zaměřil na malbu květin technikou akvarelu, namaloval jich přes 500.
Nedávno publikované rodinné album portrétních miniatur dokládá, že Daffinger byl salónním malířem knížecí rodiny kancléře Metternicha, Do jeho společnosti patřila také kněžna Kateřina Vilemína Zaháňská, což vysvětluje její pozdní portrét z Daffingerova ateliéru.
Zemřel při epidemii cholery. Vdova Marie Kateřina (1808–1880) se provdala za Josefa von Turského (1812/1813–1881), pražského rodáka, obchodníka a v roce 1849 hejtmana 62. regimentu rakouské infanterie, s nímž dožila ve Vídni. Všichni jsou pohřbeni ve společné hrobce na vídeňském ústředním hřbitově.

## Některé portréty
- Hrabě Štěpán von Zichy
- Hrabě Štěpán Szechényi[8]
- Melánie, kněžna Metternichová, akvarel, 1833[9]
- Kněžna Marie Alexandrovna Musina-Puškinová (1801–1853),[10] dcera Alexandra Urusova a jeho ženy Marie Tatiščevové, portrétována ve Vídni v období kolem smrti svého prvního manžela Ivana Alexejeviče Musina-Puškina († 1836) a před druhým sňatkem s Alexandrem Michajlovičem Gorčakovem, k němuž došlo roku 1838, rovněž ve Vídni.
- Alexandr Michajlovič Gorčakov (1798–1881), ruský diplomat; akvarel přesně datovaný 18.–30. ledna 1836
- Dva portréty arcivévody Františka Josefa (pozdějšího císaře) jako chlapce (1833) a s Řádem zlatého rouna (kolem 1843) [11]

## Galerie

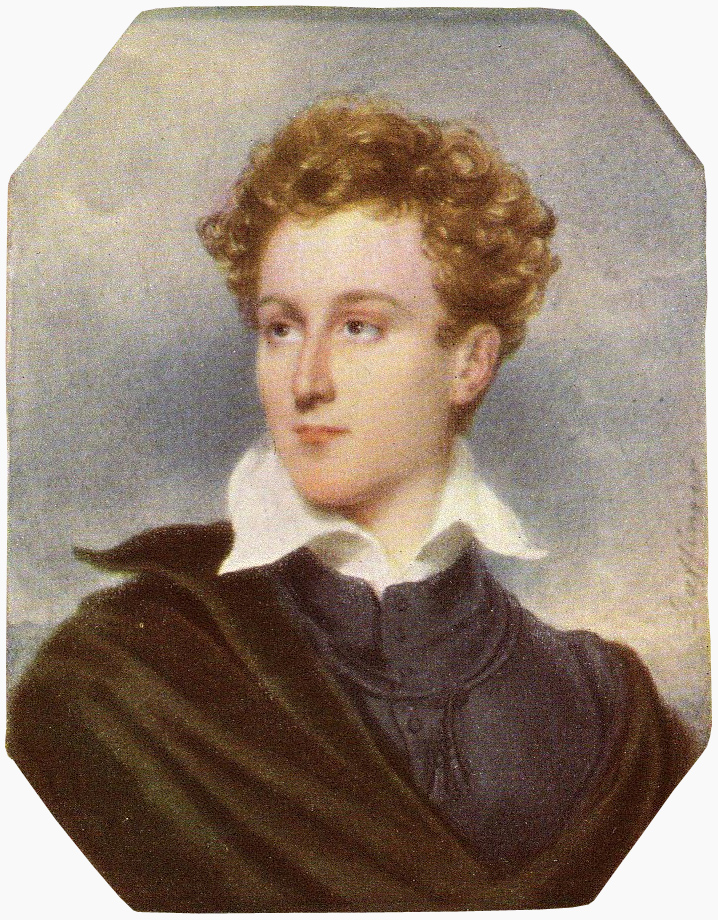
Poručík Botha, kolem 1815
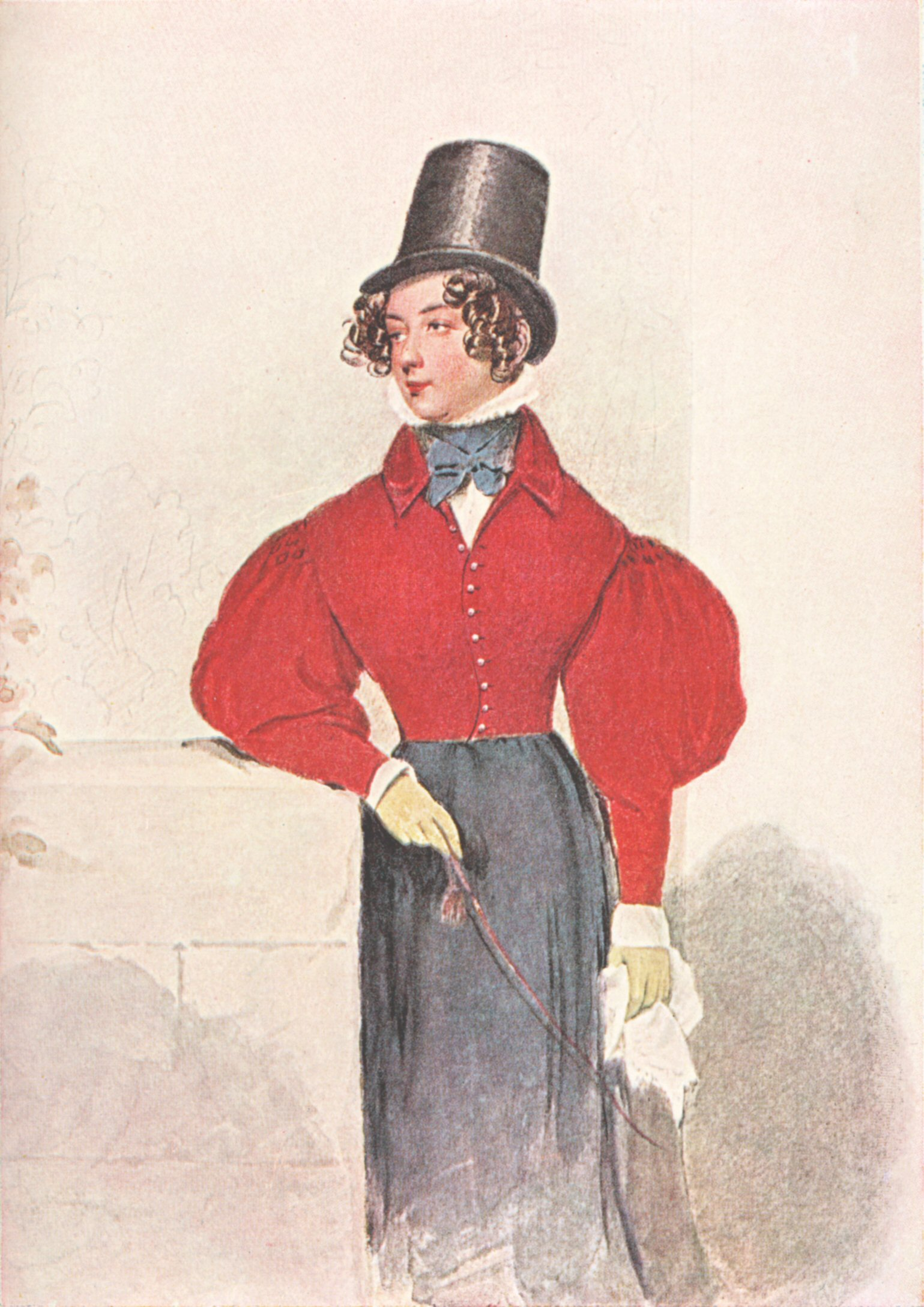
Hraběnka Karolyi-Kounicová, asi 1825
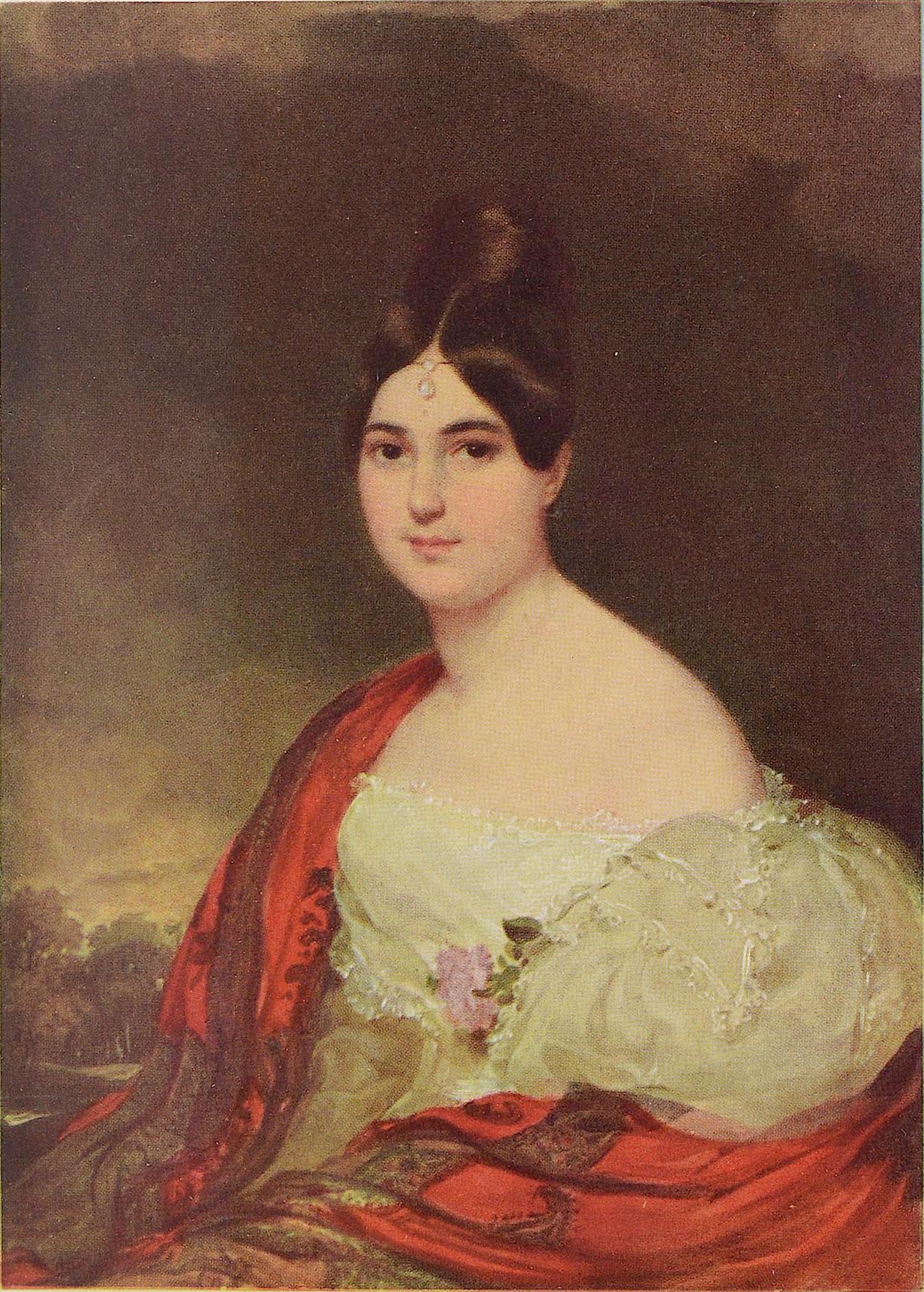
Daffingerova manželka Marie Terezie, asi 1827
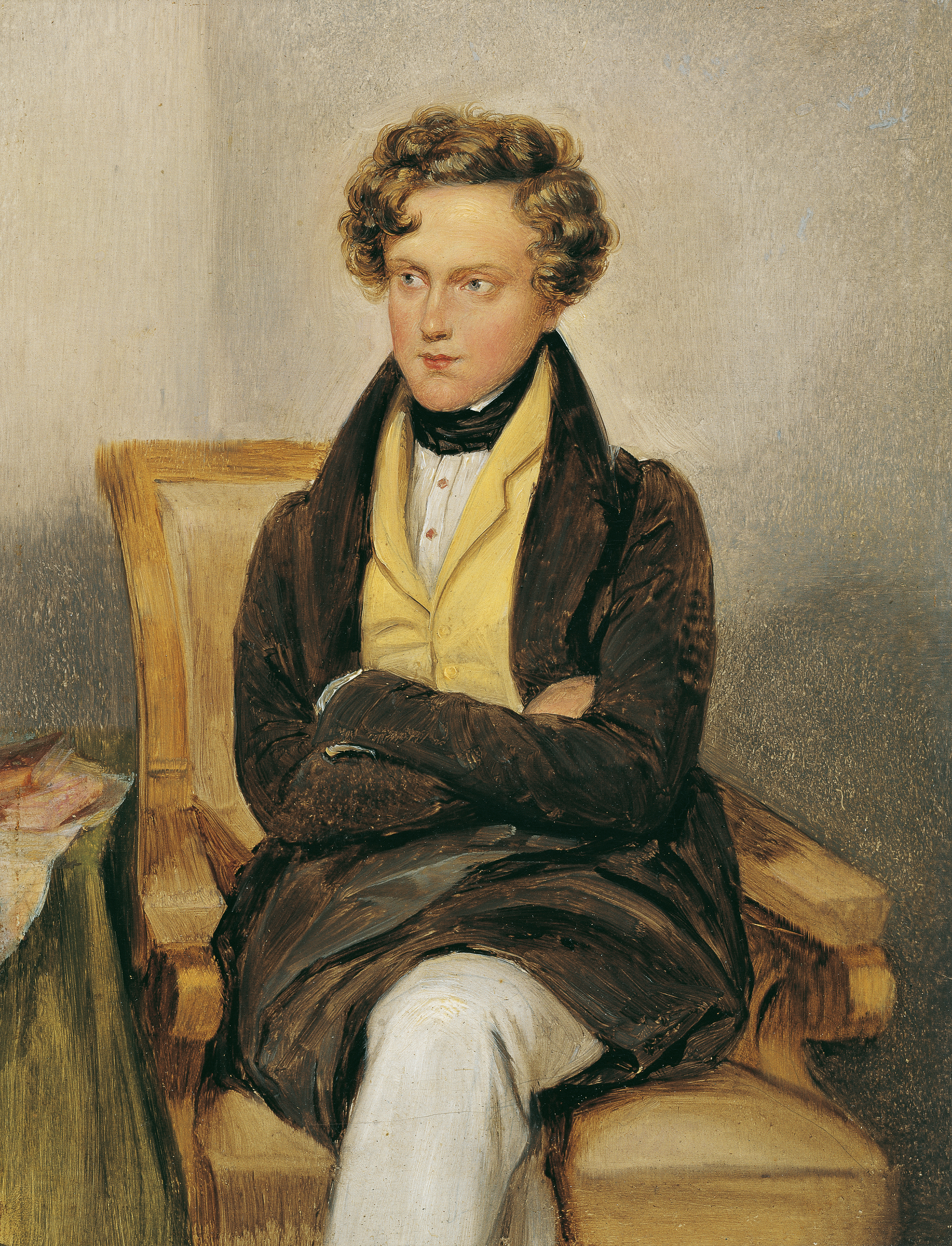
Napoleon II. Bonaparte, před 1832
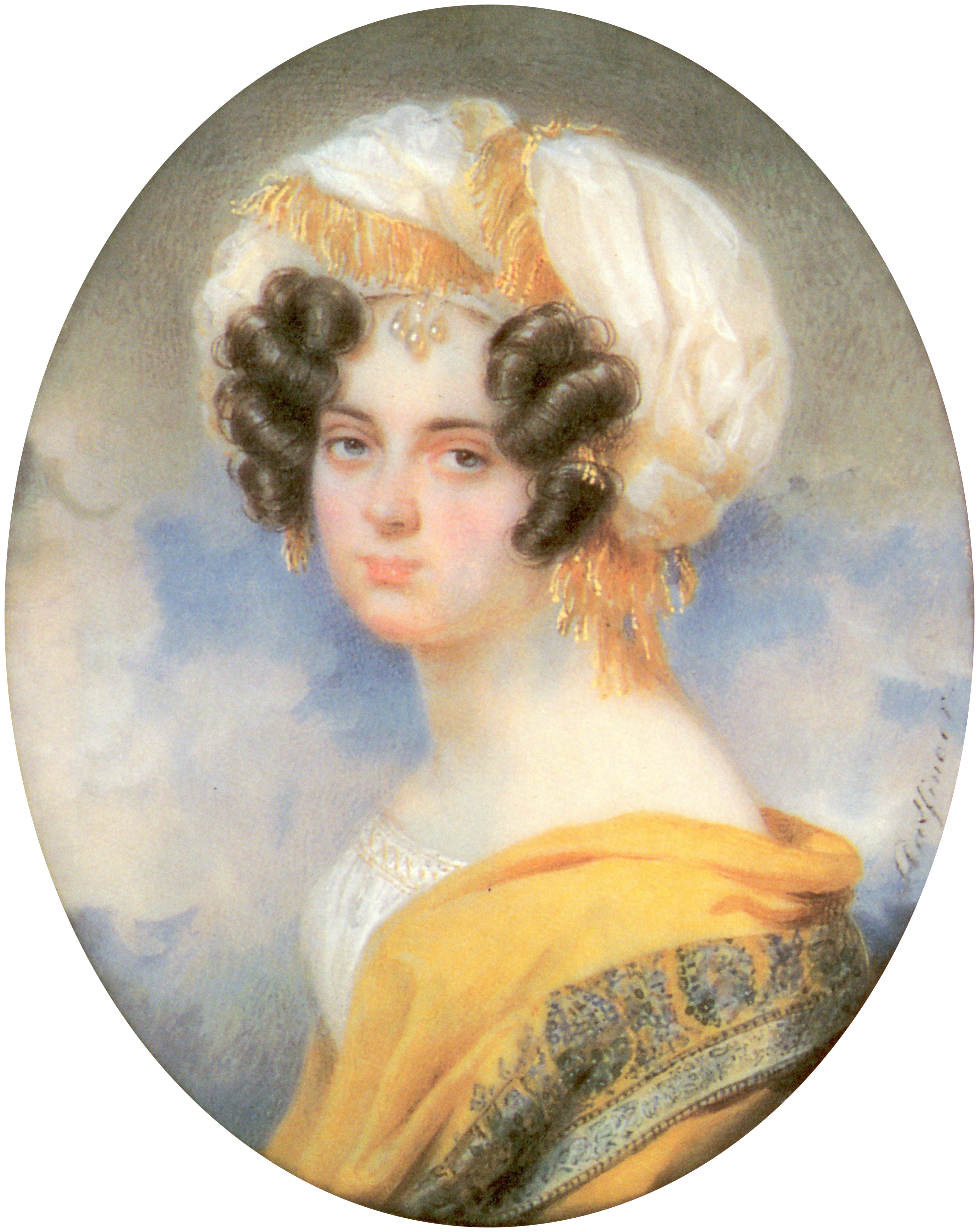
Marie Alexandrovna Musina-Puškinová, asi 1836
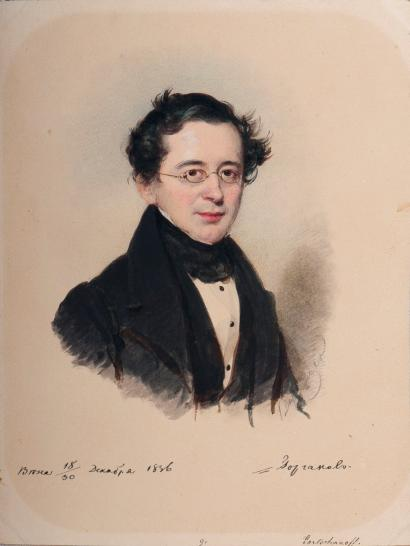
Alexandr Michajlovič Gorčakov, 1836
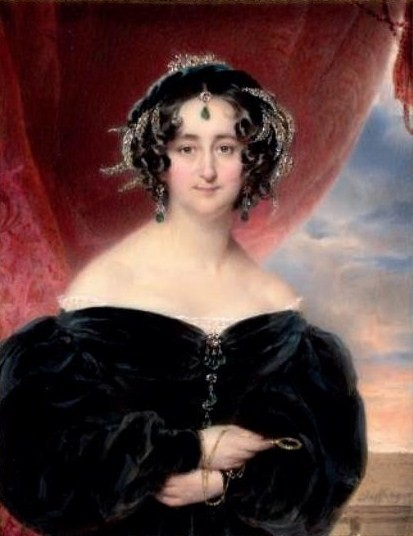
Kateřina Vilemína Zaháňská 30. léta
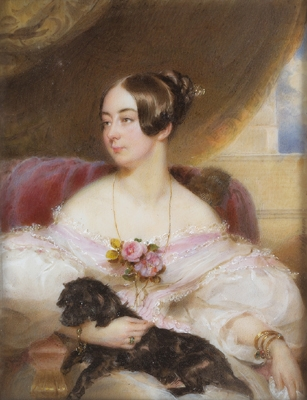
Hraběnka Ferdinanda Karolyi-Kounicová, asi 1840
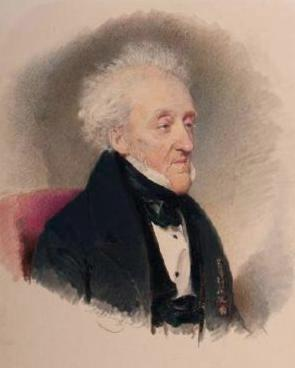
Jan Rudolf Černín, před 1845